# Stadium Australia
Pour les articles homonymes, voir Stadium et ANZ Stadium.
Le Stadium Australia est un stade situé dans le parc olympique de Sydney en Australie. L'enceinte, dont la construction s'étala de septembre 1996 à mars 1999, fut bâtie de manière à accueillir les Jeux olympiques d'été de 2000.

## Historique

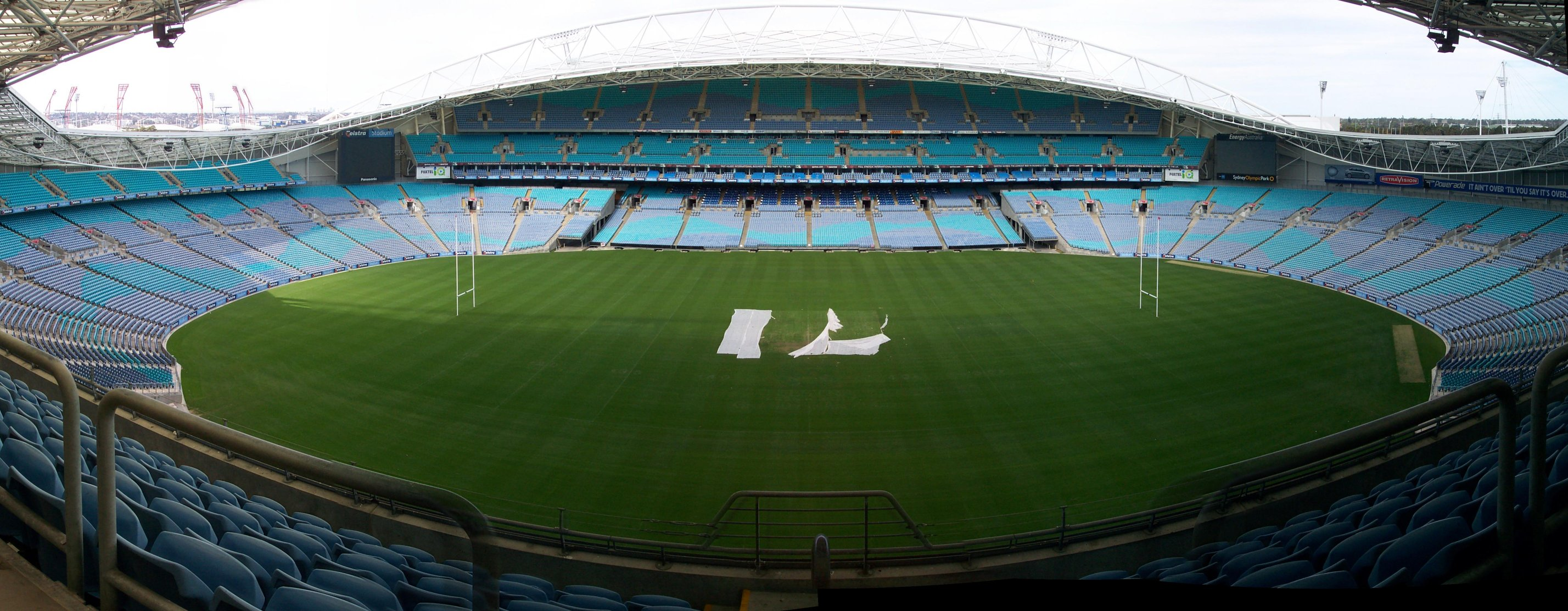
Stade en configuration ovale.

La construction du stade débuta en septembre 1996 et s'acheva en mars 1999. Le stade fut bâti afin d'avoir une capacité de 110 000 spectateurs, ce qui en faisait le plus grand d'Australie. Il subit des rénovations en 2003, réduisant sa capacité à 83 500 places en configuration rectangulaire et 82 500 places en configuration ovale. La couverture fut étendue, de telle sorte que 90 % des places sont désormais couvertes.
La première manifestation sportive organisée dans ce stade eut lieu le 6 mars 1999 : il s'agissait de deux matchs de rugby à XIII qui attirèrent 104 583 spectateurs. Le stade ne fut officiellement inauguré qu'en juin 1999 à l'occasion d'un match de football entre l'équipe d'Australie et une équipe de la FIFA ; cette rencontre attira 88 101 spectateurs.
Un match de rugby à XV disputé en 1999 et comptant pour la Bledisloe Cup entre les équipes d'Australie et de Nouvelle-Zélande attira 107 042 spectateurs, un record pour un match de rugby. Celui-ci fut battu en 2000 à l'occasion d'un autre match de rugby à XV entre ces mêmes équipes, il y eut 109 874 spectateurs (victoire des All Blacks par 39-35).
Le record d'affluence pour un match de rugby à XIII fut établi lors du « Grand Final » NRL en octobre 1999, qui opposa Melbourne à St. George, avec 107 999 spectateurs.
Le nombre maximal de spectateurs pour des épreuves d'athlétisme fut atteint pendant les Jeux olympiques d'été de 2000, ces derniers réunissant 112 524 spectateurs. Le record absolu d'affluence fut enregistré lors de la cérémonie de clôture des Jeux olympiques d'été avec 114 714 spectateurs.
Le stade fut reconfiguré entre octobre 2001 et octobre 2003 afin de permettre la tenue de sports nécessitant un terrain ovale, comme le cricket et le football australien. La piste d'athlétisme fut supprimée à cette occasion. Les travaux furent terminés à temps pour qu'une demi-finale et la finale de la coupe du monde de rugby 2003 puissent se disputer dans ce stade.
En 2002, l'opérateur de télécommunications Telstra signe un contrat de naming avec le stade.
En 2008, la banque Australia and New Zealand Banking Group remplace Telstra en tant que nouveau bénéficiaire des droits de nommage du stade, ce dernier étant désormais désigné en tant que ANZ Stadium.
Le Telstra Stadium a comme pensionnaires réguliers, plusieurs équipes du championnat australien de rugby à XIII, la NRL. Ces équipes sont les Canterbury Bulldogs, les South Sydney Rabbitohs et les Wests Tigers. Il accueille aussi, chaque année, de grands événements treizistes avec le State of Origin et la finale de la NRL qui font le plein de spectateurs. Le record dans la nouvelle configuration est détenu par le Adele Live 2017, avec 95 544 spectateurs. 
En décembre 2020, le contrat de naming avec la banque ANZ touchant à son terme, l'enceinte sportive retrouve son nom générique Stadium Australia.

## Évènements
- Jeux olympiques d'été de 2000
- Coupe du monde de rugby à XV 2003
- Coupe internationale de football australien (2011)
- Coupe d'Asie des nations de football 2015
- Coupe du monde féminine de football 2023
- Coupe du monde de rugby à XV 2027

Taylor Swift a fait un concert le 28 novembre 2015 dans le cadre de sa tournée The 1989 World Tour devant 75 980 spectateurs. Elle y fait quatre concerts les 23, 24, 25 et 26 février dans le cadre de sa tournée mondiale The Eras Tour.